# Borová (okres Svitavy)
Borová (německy Borowa, Ulrichsdorf – 1349) je obec v okrese Svitavy v Pardubickém kraji. Žije zde přibližně 1 000 obyvatel.

## Historie
První písemná zmínka o vesnici pochází z roku 1349. Dle typu zástavby se jedná o dlouhou lesní lánovou ves.

## Doprava
Obcí vede silnice I/34 a regionální železniční trať Svitavy – Žďárec u Skutče se stanicí Borová u Poličky a zastávkou Borová u Poličky zastávka.

## Pamětihodnosti
- Kostel svaté Markéty (pův. ze 14. stol.)
- Kostel svaté Kateřiny (1893)
- Evangelický kostel (1783)
- Venkovské usedlosti čp. 178, 179, 181, 182, 190, 191, 194, 195, 207

## Osobnosti
- Jaromír Břetislav Košut (1854–1880), český orientalista
- Josef Šolc (1905–1994), český architekt a malíř

## Galerie

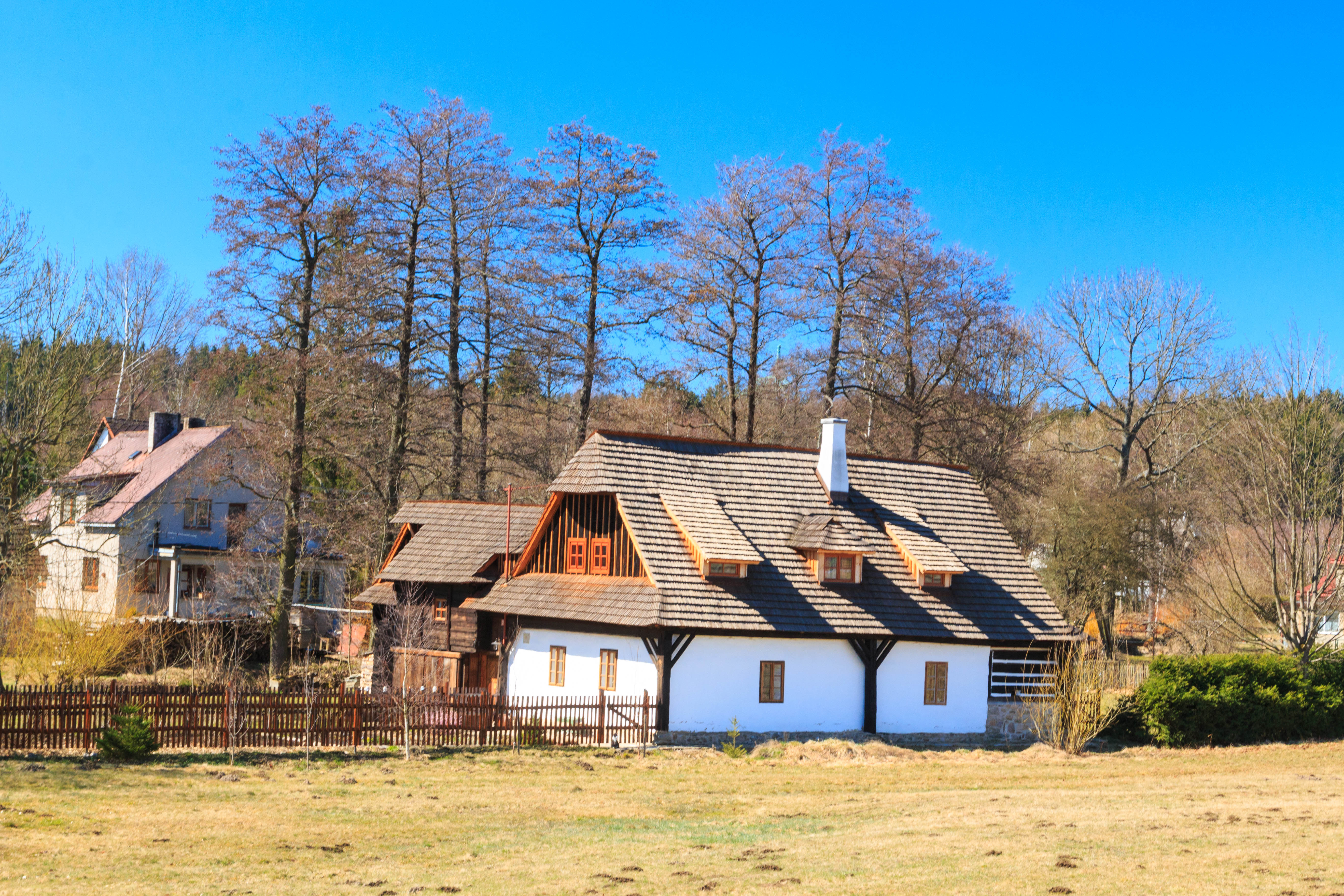
Borová u Poličky – dům čp. 178
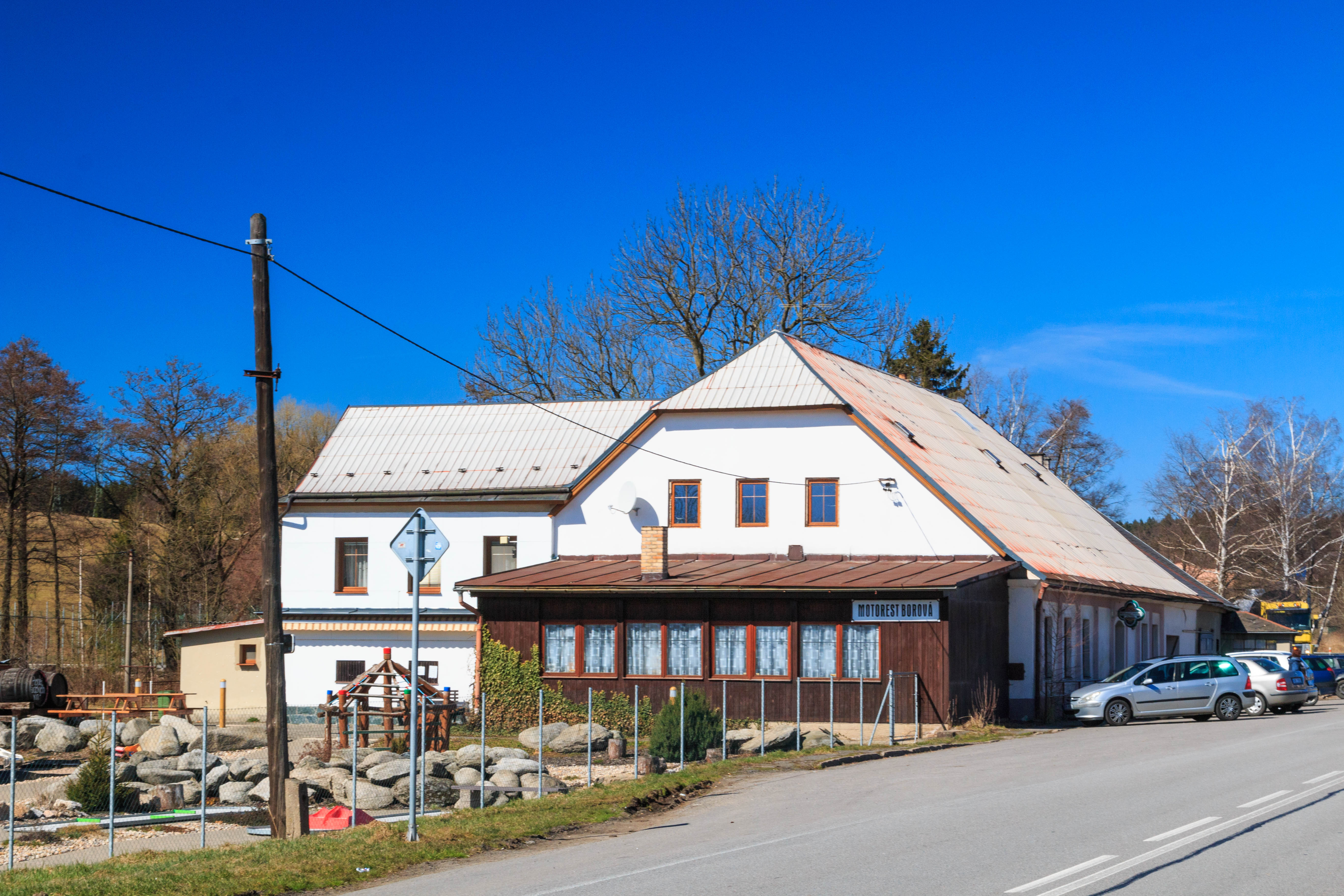
Borová u Poličky – motorest
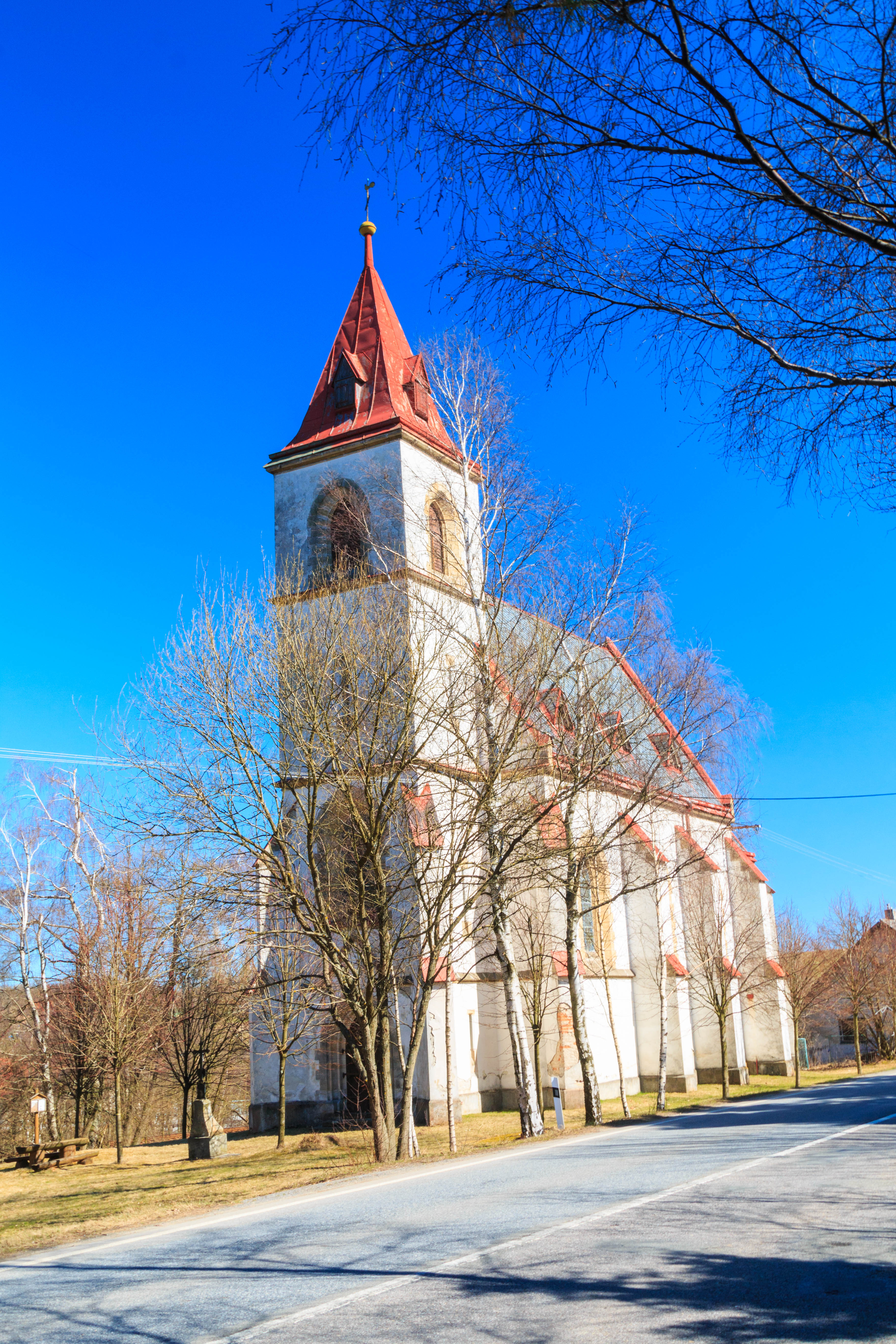
Borová u Poličky – kostel svaté Kateřiny
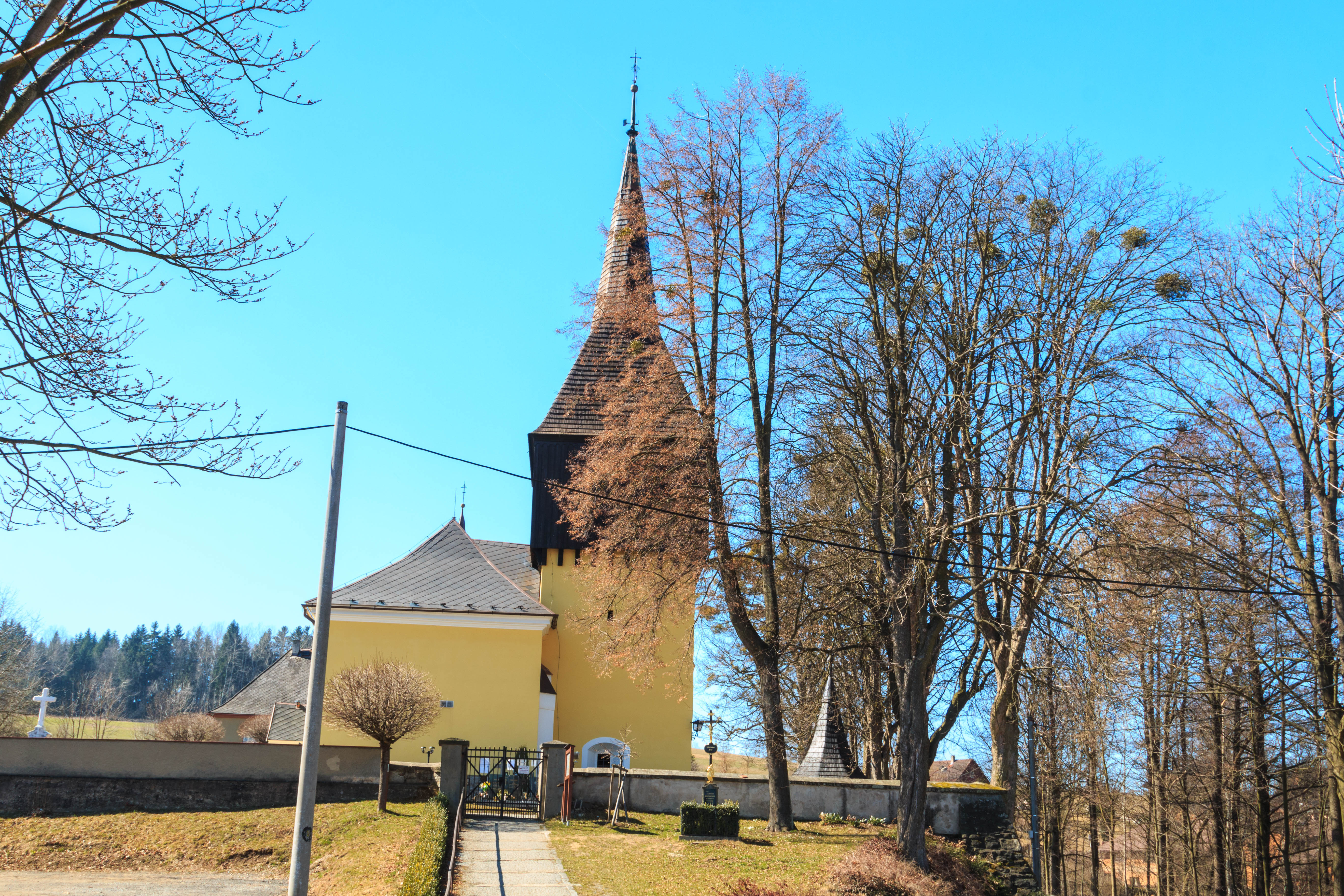
Borová u Poličky – kostel svaté Markéty